# Gašpar Mašek
Gašpar Mašek (ou Kašpar Mašek), né le 6 janvier 1794 à Prague et décédé le 13 mai 1873 à Laibach est un compositeur bohémo-carnolien.

## Biographie
Fils de Vincenc Mašek, pianiste et pédagogue, Gašpar est né et a passé sa jeunesse à Prague et sa vie en Slovénie, où il a connu une brillante carrière de compositeur pour le théâtre. Il est chef d'orchestre militaire en Russie de 1813 à 1815. En 1819, il devient directeur du théâtre de Graz. Il épouse la soprano Amalia Horna. Ils s'installent en 1820 à Ljubljana où il devient le directeur de l'orchestre et des chœurs de la Société philharmonique. Jusqu'en 1854, il enseigne à l'école de musique de la Société philharmonique de Laibach. Son fils Kamilo Mašek, également connu comme compositeur, prend sa succession.

## Œuvres principales
- Ouverture slovène (1870), pour orchestre
- Kdo je mar, lied
- Slovenski zvoki (1864), lied
- Soldaška, lied
- Gazele (1870), lied

- Il a composé deux opéras, une opérette, de la musique d'église, des cantates et des œuvres chorales.

- Opéras
  - Neznani
  - Emina

- Opérette
  - Kaznivi